# Dentalium lessoni
Dentalium lessoni är en blötdjursart som beskrevs av Gérard Paul Deshayes 1825. Dentalium lessoni ingår i släktet Dentalium och familjen Dentaliidae. Inga underarter finns listade i Catalogue of Life.